# 1944 na televisão

## Nascimentos
| Data           | Nome                | Profissão                                                              | Nacionalidade | Observações | Ref   |
| -------------- | ------------------- | ---------------------------------------------------------------------- | ------------- | ----------- | ----- |
| 12 de janeiro  | Carlos Villagrán    | ator humorístico                                                       | México        |             |       |
| 18 de abril    | Carlos Pinto Coelho | jornalista                                                             | Portugal      | m. 2010     | [ 1 ] |
| 2 de maio      | Lucas Mendes        | jornalista e apresentador de televisão                                 | Brasil        |             |       |
| 23 de maio     | Carmem Sheila       | atriz, dubladora e diretora de dublagem                                | Brasil        |             |       |
| 7 de junho     | Aguinaldo Silva     | dramaturgo, escritor, roteirista, jornalista, cineasta e telenovelista | Brasil        |             |       |
| 27 de junho    | Zezé Motta          | atriz e cantora                                                        | Brasil        |             |       |
| 17 de julho    | Ronnie Von          | cantor, apresentador de TV                                             | Brasil        |             |       |
| 25 de julho    | Ney Latorraca       | ator                                                                   | Brasil        | m. 2024     | [ 2 ] |
| 6 de agosto    | Irene Ravache       | atriz                                                                  | Brasil        |             |       |
| 10 de agosto   | Adelino Gomes       | jornalista                                                             | Portugal      |             |       |
| 17 de novembro | Lorne Michaels      | escritor, humorista e apresentador                                     | Canadá        |             |       |

## Mortes
| Data | Nome | Profissão | Nacionalidade | Observações | Ref |
| ---- | ---- | --------- | ------------- | ----------- | --- |